# Pete Edochie
 (mai 2022).
La mise en forme du texte ne suit pas les recommandations de Wikipédia : il faut le « wikifier ».
Les points d'amélioration suivants sont les cas les plus fréquents. Le détail des points à revoir est peut-être précisé sur la page de discussion.
- Les titres sont pré-formatés par le logiciel. Ils ne sont ni en capitales, ni en gras.
- Le texte ne doit pas être écrit en capitales (les noms de famille non plus), ni en gras, ni en italique, ni en « petit »…
- Le gras n'est utilisé que pour surligner le titre de l'article dans l'introduction, une seule fois.
- L'italique est rarement utilisé : mots en langue étrangère, titres d'œuvres, noms de bateaux, etc.
- Les citations ne sont pas en italique mais en corps de texte normal. Elles sont entourées par des guillemets français : « et ».
- Les listes à puces sont à éviter, des paragraphes rédigés étant largement préférés. Les tableaux sont à réserver à la présentation de données structurées (résultats, etc.).
- Les appels de note de bas de page (petits chiffres en exposant, introduits par l'outil «  Source ») sont à placer entre la fin de phrase et le point final[comme ça].
- Les liens internes (vers d'autres articles de Wikipédia) sont à choisir avec parcimonie. Créez des liens vers des articles approfondissant le sujet. Les termes génériques sans rapport avec le sujet sont à éviter, ainsi que les répétitions de liens vers un même terme.
- Les liens externes sont à placer uniquement dans une section « Liens externes », à la fin de l'article. Ces liens sont à choisir avec parcimonie suivant les règles définies. Si un lien sert de source à l'article, son insertion dans le texte est à faire par les notes de bas de page.
- La présentation des références doit suivre les conventions bibliographiques. Il est recommandé d'utiliser les modèles {{Ouvrage}}, {{Chapitre}}, {{Article}}, {{Lien web}} et/ou {{Bibliographie}}. Le mode d'édition visuel peut mettre en forme automatiquement les références.
- Insérer une infobox (cadre d'informations à droite) n'est pas obligatoire pour parachever la mise en page.

Pour une aide détaillée, merci de consulter Aide:Wikification.
Si vous pensez que ces points ont été résolus, vous pouvez retirer ce bandeau et améliorer la mise en forme d'un autre article.
 (mai 2022).
Pete Edochie, né le 7 mars 1947 à Enugu, est un acteur nigérian. Considéré comme l'un des acteurs les plus talentueux d'Afrique, il a entre autres été récompensé par l'Africa Movie Academy Awards pour l'ensemble de sa carrière. L'acteur s'est notamment fait connaître dans les années 1980 pour son interprétation du rôle principal d'Okonkwo dans une adaptation par la NTA du roman à succès de Chinua Achebe, Things Fall Apart. En 2003, il a été honoré en tant que membre de l'Ordre du Nigeria par le président Olusegun Obasanjo,.

## Vie privée
Pete Edochie est né à Enugu le 7 mars 1947,,,. Il a célébré son 70e anniversaire en 2017 et il a déclaré qu'il se sentait toujours fort malgré les « 3 scores et 10" années passées »[anglicisme à remplacer]. « Prendre la vie facile et planifier délibérément pour tout fait que la vie vaut la peine d'être vécue ainsi que de vieillir avec grâce», a-t-il déclaré. De confession catholique, Edochie est issu du peuple Igbo. 

## Carrière
Edochie est entré dans la radiodiffusion en 1967, à l'âge de 20 ans, en tant qu'assistant de programmes junior, après quoi il a été élevé au rang de directeur. Il était directeur des programmes. [Interprétation personnelle ?][source secondaire nécessaire]. Il a quitté ABS parce que le gouvernement a décidé de politiser les affaires de leur station FM, ce qui a eu pour conséquence de demander à toute la direction de déménager[réf. nécessaire], y compris lui. 
Edochie devait être le successeur immédiat du directeur général, il a cependant été contraint de partir.Il a ensuite intégré l'industrie cinématographique[style à revoir]  . Avant cela, il avait joué dans Things Fall Apart et avait remporté un prix international. La BBC s'est rendue au Nigeria pour l'interviewer pour son rôle dans Things Fall Apart. Il a plus de 18 films à son actif.
En septembre 2017, Edochie a soutenu le mouvement Wikimedia au Nigeria en apparaissant dans une vidéo visant à sensibiliser les générations plus âgées à Wikipédia et à les inciter à l'utiliser.

## Le célèbre G8[non neutre][Lequel ?]
En 2005, l'Actors' Guild of Nigeria a interdit à Pete Edochie et à plusieurs autres acteurs, dont Genevieve Nnaji, Omotola Jalade Ekeinde, Nkem Owoh, Ramsey Nouah, Stella Damasus-Aboderin et Richard Mofe-Damijo, de tourner pendant un an, car ils auraient perçu d'énormes honoraires de la part des producteurs en raison de leur statut de vedette[source secondaire nécessaire][Interprétation personnelle ?]. L'interdiction imposée à ces acteurs a été considérée comme un malheur dans l'industrie cinématographique nigériane[Interprétation personnelle ?][réf. nécessaire], mais actuellement, les acteurs sont de retour sur les plateaux de tournage.

### Enlèvement
En 2009, Edochie a été enlevé, puis libéré par ses ravisseurs, sain et sauf.[contexte nécessaire]

### Le sosie de Pete Edochie
En 2019, Kingsley Abasili a attiré l'attention des médias pour sa ressemblance frappante avec l'acteur vétéran Pete Edochie. Kingsley qui ressemble à la version plus jeune de Pete Edochie, a été étiqueté sosie de Pete Edochie.

### Fatal Arrogance
En 2020, Pete Edochie a joué un rôle principal dans un film intitulé Fatal Arrogance qui a suscité une vive controverse.
Le Mouvement islamique au Nigeria, IMN, également connu sous le nom de chiites, a attaqué l'acteur vétéran de Nollywood pour son rôle dans un nouveau film, insistant sur le fait que le film tente de dépeindre le syndicat comme un groupe terroriste.
L'acteur a toutefois insisté sur le fait qu'il n'est pas responsable des problèmes que le film pourrait engendrer et que les producteurs du film devraient être tenus responsables.